# كسوف الشمس 4 ديسمبر 2021
حدث كسوف الشمس الكلي يوم السبت 4 ديسمبر 2021. يحدث الكسوف عندما يمر القمر بين الأرض والشمس، مما يؤدي إلى حجب صورة الشمس كليًا أو جزئيًا لمشاهد على الأرض. يحدث الكسوف الكلي للشمس عندما يكون قطر زاو القمر أكبر من الشمس، مما يحجب كل ضوء الشمس المباشر، ويحول النهار إلى ظلام. تحدث الكلية في مسار ضيق عبر سطح الأرض، مع كسوف جزئي للشمس مرئي فوق المنطقة المحيطة بعرض آلاف الكيلومترات.
كان هذا الكسوف غير عادي حيث أن مسار الكسوف الكلي انتقل من الشرق إلى الغرب عبر غرب القارة القطبية الجنوبية، بينما تحركت معظم مسارات الكسوف من الغرب إلى الشرق. هذا الانعكاس ممكن فقط في المناطق القطبية. عبر مساره عبر القارة القطبية الجنوبية بالقرب من جزيرة بيركنر، وعبر قوسًا فوق القارة، وخرج ومر فوق جزيرة شيبرد.

## كسوفات ذات صلة

### كسوف 2021
- خسوف القمر مايو 2021.
- كسوف الشمس في 10 يونيو 2021.

### تسولكين
- سابقة: كسوف الشمس 23 أكتوبر 2014
- يتبع: كسوف الشمس 14 يناير 2029

### دورة نصف ساروس
- سابقة: خسوف القمر نوفمبر 2012
- يتبع: خسوف القمر 9 ديسمبر 2030

### تريتوس
- سابقة: كسوف الشمس 4 يناير 2011
- يتبع: كسوف الشمس في 3 نوفمبر 2032

### 152- سولر ساروس
- سابقة: كسوف الشمس 23 نوفمبر 2003
- يتبع: كسوف الشمس 15 ديسمبر 2039

### اينكس
- سابق: كسوف الشمس في 24 ديسمبر 1992
- يتبع: كسوف الشمس في 14 تشرين الثاني (نوفمبر) 2050

### ثالوث
- سابق: كسوف الشمس في 3 فبراير 1935
- يتبع: كسوف الشمس في 5 أكتوبر 2108

### كسوف الشمس في 2018-2021
هذا الكسوف هو جزء من سلسلة دورة الكسوف. يتكرر الكسوف في هذه السلسلة من كسوف الشمس كل 177 يومًا تقريبًا و 4 ساعات (دورة كسوف) في العقد المتناوبة من مدار القمر.
ملحوظة: كسوف الشمس الجزئي في 15 فبراير 2018 و11 أغسطس 2018 حدث خلال دورة الكسوف السابقة.

## روابط خارجية
- الكسوف الكلي للشمس في 12/04/2021